# Mary Midgley
Mary Midgley, född 13 september 1919 i London, död 10 oktober 2018 i Newcastle upon Tyne, var en brittisk moralfilosof, professor i filosofi vid University of Newcastle upon Tyne, som blev berömd för sina böcker om religion, vetenskap och etik.
Midgley var mycket avvisande till filosofisk reduktionism och scientism, och var djupt engagerad i att motarbeta vad hon uppfattade som en naturalistisk vetenskapssyn som hon menade försökte ersätta humaniora, ett förhållande som hon ansåg var inadekvat. Midgley var indragen i en uppmärksammad debatt med Richard Dawkins om själviska gener och memer, och förespråkade en etisk tolkning av Gaiateorin.

## Biografi
Mary Midgley föddes i London som dotter till Tom Scrutton, kaplan vid King's College Chapel i Cambridge, och dennes hustru Lesley, född Hay. Mary Midgley fick sin utbildning vid Downe House School, som ursprungligen var belägen i Charles Darwins hem, och vid Somerville College i Oxford. Under denna tid tog hon avstånd från sin kristna uppfostran, men var alltjämt övertygad om att ett religiöst förhållningssätt är en del av människans väsen. I Oxford blev hon vän med Iris Murdoch, och träffade sin blivande make Geoffrey Midgley. De gifte sig 1950, och paret fick tre söner. 
Både hon och hennes make var verksamma vid University of Newcastle upon Tyne, hon själv blev dock yrkesverksam först 1962, när barnen blivit större. Hon blev änka 1997.
Hon skrev sin första bok, Beast and Man, 1978 vid 56 års ålder, och sade att hon var glad för att hon lät bli att skriva dessförinnan, eftersom hon var omedveten om vad hon hade för åsikter. Efter det skrev hon ett flertal böcker och andra skrifter.
Midgley var en av Storbritanniens mest berömda filosofer, och höll till exempel den prestigefyllda Gifford lecture. Hennes vänskap med och vetenskapliga stöd för James Lovelock var en av de faktorer som bidrog till hennes berömmelse, samt hennes påstående att vetenskapen alltmera tagit sig religiösa uttryck.

## Filosofi
Midgley undersökte i sin första bok Beast and Man hur den mänskliga naturen reagerar på sociobiologin, relativismen och behaviorismen. Hon lade i den boken fram tesen att människan är mycket mer djuriska, och djur mycket mer mänskliga, än vad vetenskapen tagit i beräkning, och fortsatte med att kritisera Dawkins The Selfish Gene för att i alltför hög grad utgå från människans genetik i sitt resonemang. Midgley ansåg i motsats till honom att etologi och komparativ psykologi var bättre utgångspunkter för studier av människans natur.
I Evolution as a Religion (1985) och Science as Salvation (1992) kritiserade hon evolutionsbiologin och fysiken för att uttrycka sig metafysiskt och profetiskt. Hennes kritik mot Dawkins ledde till en uppmärksammad debatt i Philosophy (Royal Institute of Philosophys tidskrift) där J. L. Mackie tog Dawkins sida, och föreslog att Dawkins teori skulle tillämpas i moralfilosofin. Midgleys svar fick emottaga kritik för dess tonfall och för att hon missförstått Dawkins metaforik. Diskussionen fortsatte i tidskriften i flera år, och under 2000-talet skrev hon fler böcker i vilka hon fortfarit med sin kritik, bland annat i böckerna  Evolution as a Religion: Strange Hopes and Stranger Fears (2002) och The Myths We Live by (2003), där hon med stöd av Darwin ställde sig avvisande till att det naturliga urvalet fått en sådan framskjuten position i evolutionsteorin.